# Clima subártico
| Dsc Dsd |  | Dwc Dwd |  | Dfc Dfd |

Distribuição do clima subártico no mundo.

O clima subártico (também chamado de clima subpolar, ou clima boreal) é um clima caracterizado por invernos longos, geralmente muito frios, e verões curtos, de frescos a amenos. Pode ser encontrado em grandes massas de terra, longe dos efeitos moderadores do oceano, geralmente em latitudes de 50 a 70 °N, ao norte das zonas dos climas continentais úmidos e em direção ao Polo Norte. As áreas de climas subárticos ou boreais são as regiões de origem do ar frio que afeta as latitudes temperadas ao sul no inverno. Esses climas representam os tipos na classificação climática de Köppen Dfc, Dwc, Dsc, Dfd, Dwd e Dsd.

## Descrição
Esse tipo de clima oferece algumas das variações sazonais mais extremas de temperatura encontradas no planeta: no inverno, as temperaturas podem cair para abaixo de −50 °C e no verão, a temperatura pode exceder 26 °C. No entanto, os verões são curtos, com não mais de três meses do ano, mas pelo menos 24 horas de um mês devem ter uma temperatura média de pelo menos 10 °C para se enquadrar nessa categoria de clima, e o mês mais frio deve ficar em média abaixo de 0 °C ou −3 °C (dependendo da isoterma utilizada). O registro de baixas temperaturas pode se aproximar de −70 ° C.

### Precipitação
A maioria dos climas subárticos tem muito pouca precipitação, normalmente não mais que 380 mm durante um ano inteiro. Longe das costas, a precipitação ocorre principalmente nos meses mais quentes, enquanto nas áreas costeiras com climas subárticos a maior precipitação ocorre geralmente nos meses de outono, quando o calor relativo do mar em relação à terra é maior. A baixa precipitação, para os padrões de regiões mais temperadas, com verões mais longos e invernos mais quentes, é normalmente suficiente devido à evapotranspiração muito baixa para permitir um terreno alagado em muitas áreas de clima subártico e para permitir a cobertura de neve durante o inverno.
Uma exceção notável a esse padrão é que climas subárticos que ocorrem em grandes altitudes em regiões de clima temperado têm precipitações extremamente altas devido à elevação orográfica. O Monte Washington, com temperaturas típicas de um clima subártico, recebe uma média de chuva equivalente a 2.588,5 mm de precipitação por ano. As áreas costeiras do Krai de Khabarovsk também têm precipitação muito maior no verão devido a influências orográficas (até 175 mm em julho em algumas áreas), enquanto a península montanhosa de Kamchatka e a ilha Sacalina são ainda mais úmidas, pois a umidade orográfica não se limita aos meses mais quentes e cria grandes geleiras em Kamchatka. Em Labrador, no leste do Canadá, é igualmente úmido durante todo o ano devido à depressão islandesa semi-permanente e pode receber até o equivalente a 1300 mm de chuva por ano, criando uma cobertura de neve de até 1,5 m que não derrete até junho.

### Vegetação

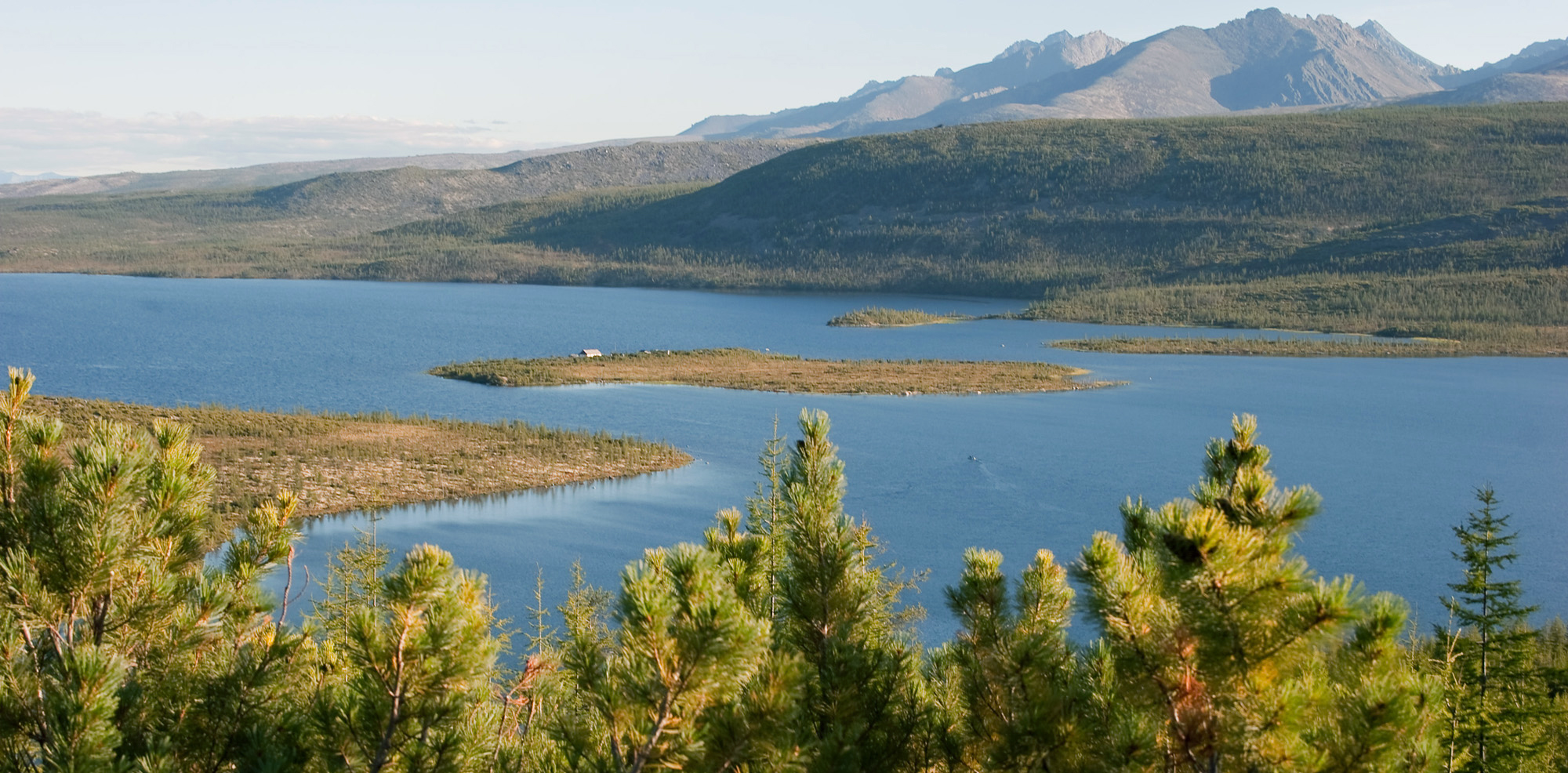
Lago Jack London em Kolyma, na Rússia com vegetação do tipo taiga em volta.

A vegetação em regiões com clima subártico é geralmente de baixa diversidade, pois apenas espécies resistentes podem sobreviver aos longos invernos e fazer uso dos curtos verões. As árvores são limitadas principalmente a coníferas, pois poucas árvores de folhas largas conseguem sobreviver às temperaturas muito baixas no inverno. Esse tipo de floresta também é conhecido como taiga, um termo que às vezes é aplicado ao clima encontrado nela. Embora a diversidade possa ser baixa, os números são altos e a floresta de taiga é o maior bioma florestal do planeta, com a maioria das florestas localizadas na Rússia e no Canadá. O processo pelo qual as plantas se acostumam a baixas temperaturas é chamado de endurecimento.
O potencial agrícola é geralmente pobre, devido à infertilidade natural dos solos e à prevalência de pântanos e lagos deixados pelas camadas de gelo que partem, e as temporadas de crescimento curtas proíbem todas as culturas, exceto as mais resistentes. Apesar da curta temporada, os longos dias de verão em tais latitudes permitem alguma agricultura. Em algumas áreas, o gelo vasculhou as superfícies rochosas, despindo completamente a sobrecarga. Em outros lugares, bacias rochosas foram formadas e cursos de água represados, criando inúmeros lagos.

## Distribuição

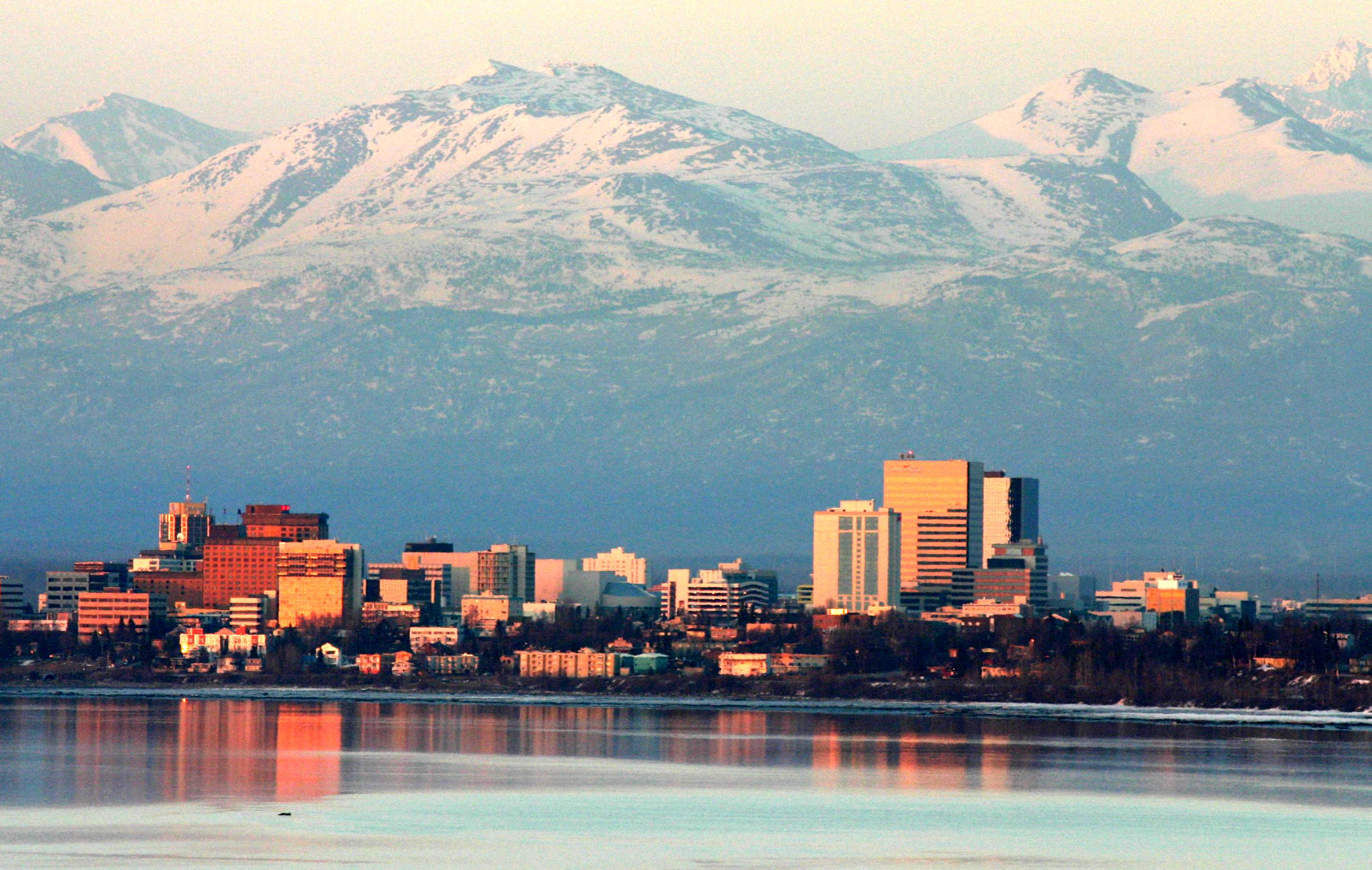
Anchorage, maior cidade do Alasca, possui um clima continental do tipo Dsc.

O clima Dfc, que é de longe o tipo subártico mais comum, é encontrado nas seguintes áreas: em grande parte da Sibéria, na península de Kamchatka, em cumes de montanhas na Escócia (mais notavelmente em Cairngorms), em partes do norte e centro das Ilhas Curilas e da Ilha Sacalina, nos Alpes Ocidentais (entre 1600 e 2100 m), nos Alpes Orientais (entre 1450 e 1800 m na França, Suíça, Alemanha, Itália e Áustria), no centro da Romênia, em partes da Alemanha, nas Montanhas Tatra na Polônia e na Eslováquia (acima de 800 m), na Anatólia Oriental (entre 1600 e 2100 m), nos Pirenéus (entre 1600 e 2100 m, entre Andorra, França e Espanha), nas regiões interiores do norte da Fino-Escandinávia, no interior e centro-oeste do Alasca, nas Montanhas Rochosas do Colorado, Wyoming, Idaho e Montana, e nas Montanhas Brancas de Nova Hampshire. No Canadá o clima Dfc é encontrado de 53–55 °N até a linha das árvores, incluindo o sul de Labrador, certas áreas no interior da Terra Nova e ao longo de sua costa norte, no Quebec incluindo as regiões de Jamésie, Côte-Nord e extremo sul de Nunavik, extremo norte de Ontário, norte das províncias das pradarias, no sopé das Montanhas Rochosas em Alberta e na Colúmbia Britânica, na maior parte do Yukon, dos Territórios do Noroeste e sul de Nunavut.

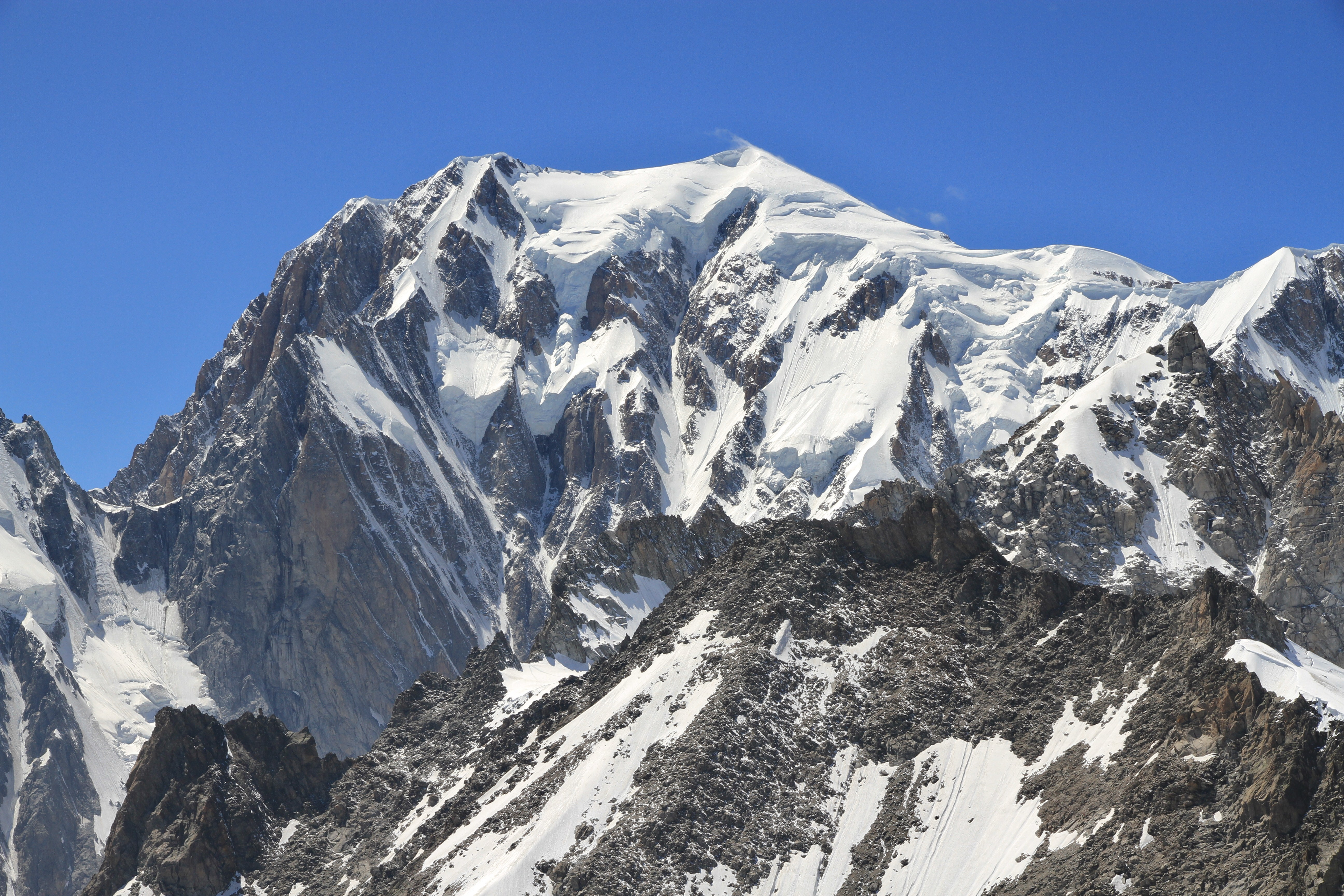
Alpes Ocidentais entre Itália, Suíça e França.

Climas classificados como Dsc ou Dsd, com um verão seco, são raros, ocorrendo em áreas muito pequenas e em grandes altitudes ao redor da bacia do Mediterrâneo, Irã, Quirguistão, Tajiquistão, Turquia, Alasca e outras partes do noroeste dos Estados Unidos (Washington, Oregon, sul de Idaho, Califórnia) e Extremo Oriente Russo, como em Seneca em Oregon ou em Atlin na Colúmbia Britânica.
Em partes do leste da Ásia, como na China, no Anticiclone Siberiano torna os invernos mais frios do que em lugares como o interior da Escandinávia ou do Alasca, mas extremamente seco (geralmente com cerca de 5 mm de precipitação por mês), pois a cobertura de neve é muito limitada, criando um clima do tipo Dwc em áreas que incluem: grande parte do norte da Mongólia, na Rússia incluindo o Krai de Khabarovsk, sudeste da República de Sakha, sul do Oblast de Magadan, Oblast de Amur, Buriácia, Krai de Zabaykalsky e Oblast de Irkutsk. Na China o clima Dwc pode ser encontrado na província de Heilongjiang, na Mongólia Interior, em Gansu, Qinghai, Sichuan, e na Região Autônoma do Tibete. Na Índia, o clima Dwc está em partes de Ladaque (incluindo o glaciar de Siachen) e Spiti. Na Coreia do Norte o Dwc também pode ser encontrado, mais precisamente no planalto de Kaema, incluindo o Monte Baekdu, Samjiyon e Musan.
Mais ao norte da Sibéria, a continentalidade aumenta tanto que os invernos podem ser excepcionalmente severos, com temperatura média abaixo de −38 °C, embora o mês mais quente ainda apresente uma média superior a 10 °C. Isso cria climas do tipo Dfd, Dwd e Dsd.

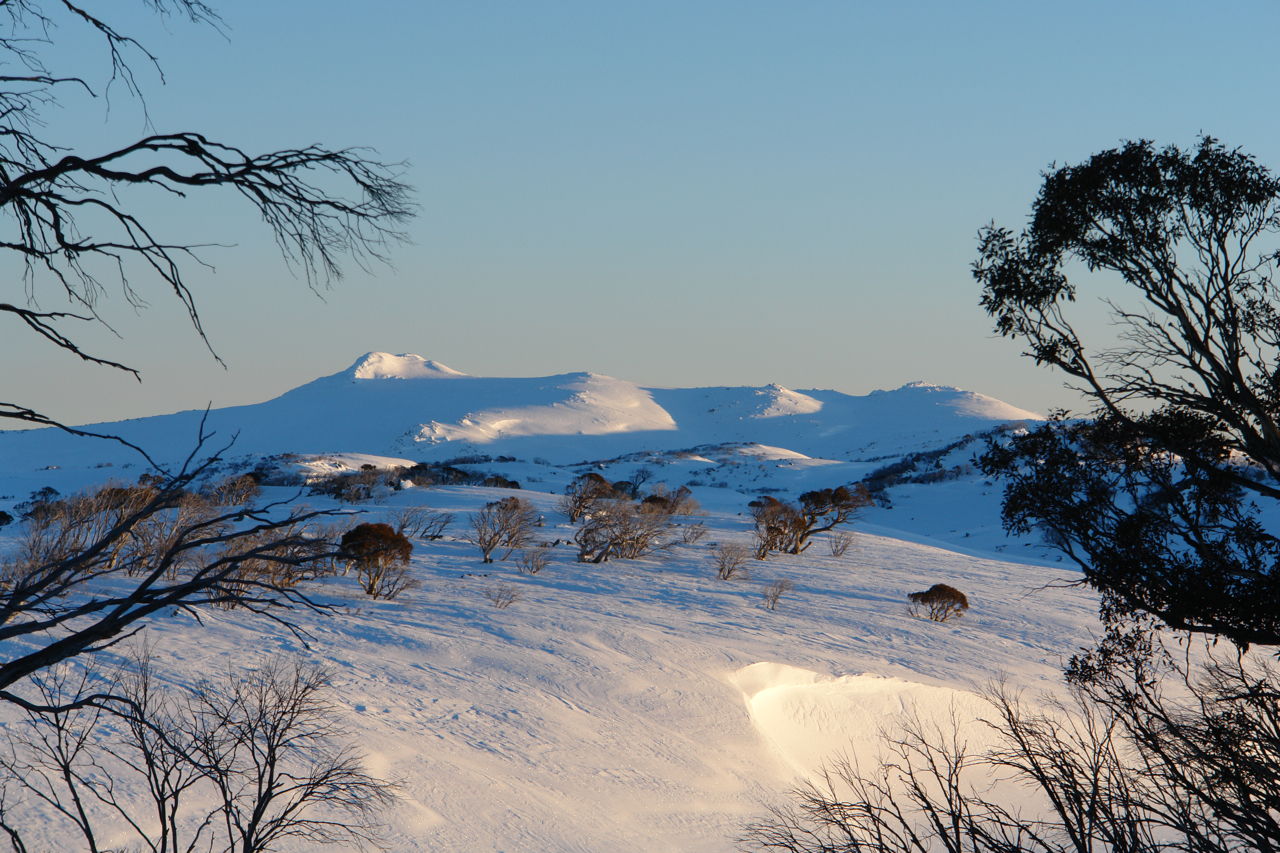
Monte Jagungal nas Montanhas Nevadas da Austrália.

O Hemisfério Sul, que não possui grandes massas de terra nas latitudes médio-altas que podem ter os verões curtos, mas bem definidos, e os invernos severos que caracterizam esse clima, tem muito poucos locais com clima subártico. Um exemplo são partes das montanhas nevadas da Austrália, embora elas apresentem um clima muito mais alpino do que o verdadeiro clima subártico.
Se alguém se move em direção ao oceano polar ou mesmo em direção a um mar polar, percebe-se que o mês mais quente tem uma temperatura média inferior a 10 °C e o clima subártico é classificado como clima de tundra que é ainda menos adequado para árvores. Equatorialmente ou em direção a uma altitude mais baixa, esse clima se classifica nos climas continentais úmidos com verões mais longos (e geralmente invernos menos severos). Em alguns locais próximos ao mar temperado (como no norte da Noruega e no sul do Alasca), esse clima pode se transformar em uma versão de verão oceânica de um clima oceânico, e um clima oceânico subpolar à medida que o mar se aproxima. Na China e na Mongólia, à medida que se move para sudoeste ou em direção a altitudes mais baixas, as temperaturas aumentam, mas a precipitação é tão baixa que o clima subártico se classifica para um clima semiárido frio.

## Locais

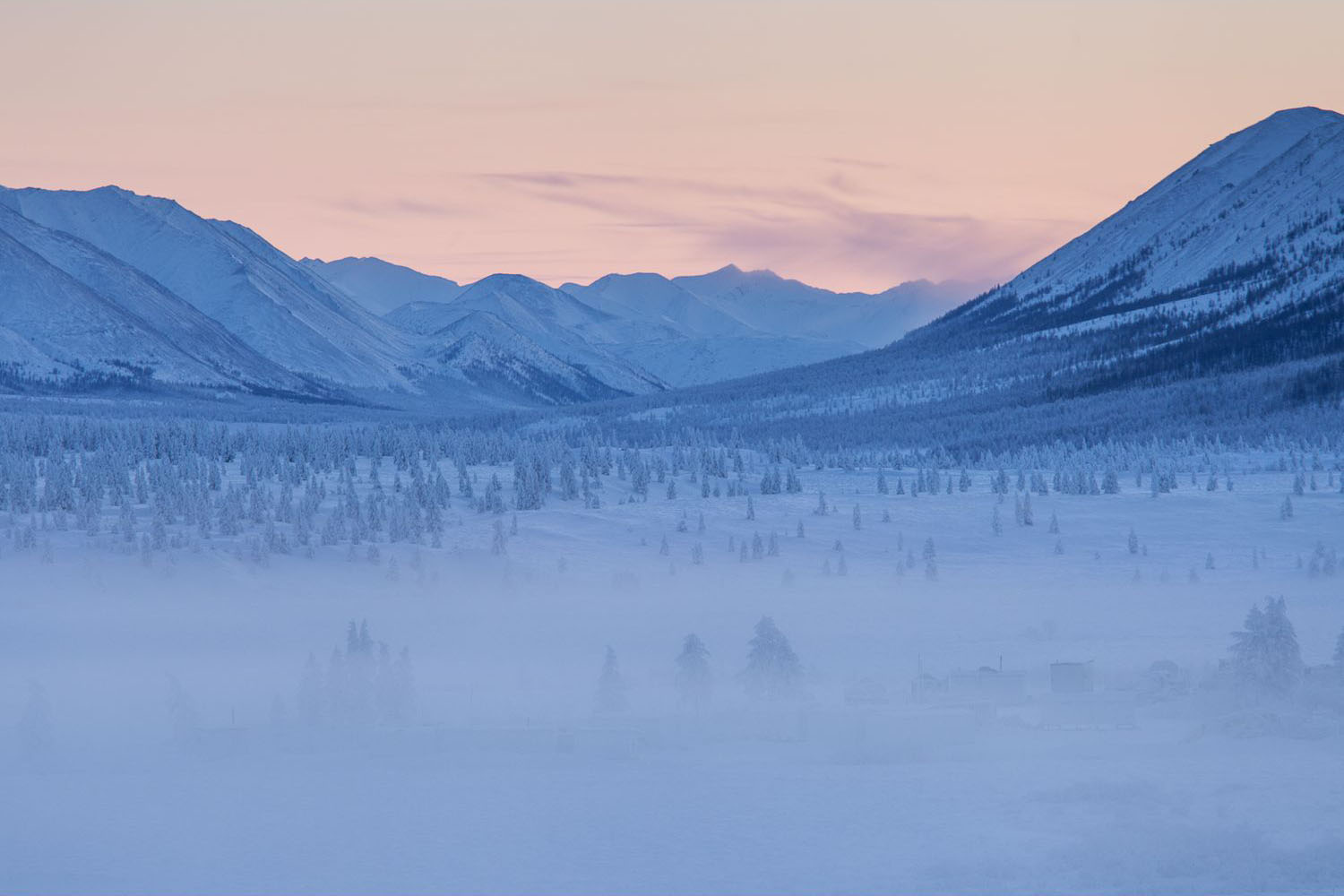
Floresta em torno de Oymyakon na Rússia. O local registrou em 1933 uma temperatura de −67,7 °C, a temperatura mais baixa registada em qualquer local habitado permanentemente na Terra. É também a temperatura mais baixa já registada no Hemisfério Norte.

| - Yellowknife, Territórios do Noroeste, Canadá (Dfc) - Whitehorse, Yukon, Canadá (Dfc) - Labrador City, Terra Nova e Labrador, Canadá (Dfc) - Anchorage, Alaska, Estados Unidos (Dfc) - Fairbanks, Alaska, Estados Unidos (Dfc) - Fraser, Colorado, Estados Unidos (Dfc) - Dawson City, Yukon, Canadá (Dfc) - Murmansk, Oblast de Murmansk, Rússia (Dfc) - Arkhangelsk, Rússia (Dfc) - Inuvik, Territórios do Noroeste, Canadá (Dfc) - Tromsø, Noruega (Dfc) - St. Moritz, Grisões, Suíça (Dfc) - Kangerlussuaq, Groenlândia (Dfc) - Homer, Alaska, Estados Unidos (Dsc) | - Bodie, Califórnia, Estados Unidos (Dsc) - Brian Head, Utah, Estados Unidos (Dsc) - Anadyr, Rússia (Dsc) - Yushu City, Qinghai, China (Dwc) - Mörön, Mongólia (Dwc) - Lukla, Nepal (Dwc) - Yakutsk, Yakutia, Rússia (Dfd) - Verkhoyansk, Yakutia, Rússia (Dfd) - Oymyakon, Yakutia, Rússia (Dwd) |